# Wernershausen
Wernershausen ist Teil der Gemeinde Nazza im Wartburgkreis, Thüringen, Deutschland. Wernershausen  befindet sich etwa 15 Kilometer (Luftlinie) nordnordöstlich von Eisenach. Der Ort Wernershausen besteht aus dem ehemaligen Bahnerschen Gut, das heute als Pension genutzt wird; zwei alten Fachwerkhäusern und einem modernen Wohnhaus. Der Weiler liegt zwei Kilometer von Nazza entfernt inmitten von Weiden und Feldern, auf  der Wernershäuser Höhe. Er ist sehr eng mit der Geschichte des Nachbarortes Mihla verbunden.

## Geschichte
In der Nähe des Gutes wurden bei Waldarbeiten Belege für eine urgeschichtliche Siedlung (Fundplatz der Glockenbecherkultur) entdeckt. Zeitgleich mit dem benachbarten Mihlaer Wüstungen Almenhausen, Werthausen  und Harstall entstand die Kleinsiedlung Wernershausen.
Das Vorwerk Wernershausen wurde bereits 1243 in einer Mihlaer Urkunde erwähnt und gehörte später zum Roten Schloss in Mihla. Es war im 15. Jahrhundert im Besitz der Herren von Wangenheim und wurde an die Mihlaer Harstalls verkauft. Wernershausen war bis in das 19. Jahrhundert ein Vorwerk mit vier Wohnhäusern und gehörte zum Großherzogtum Sachsen-Weimar-Eisenach, Amt Creuzburg. Die Einwohnerzahl betrug um 1870 etwa 20 Personen. Die Enteignung der Gutsbesitzer in der damaligen SBZ brachte auch Wilhelm Bahner um seinen Besitz, er wurde enteignet, nach seinem Tod wurde 1947 am Waldrand ein Gedenkstein errichtet.
Aufgrund schlechter Anfahrtswege zu den zu bewirtschafteten Flächen wurde Wernershausen am 1. Juni 1959 aus der Flur Mihla ausgegliedert und in die Flur Nazza eingemeindet. Die Bewohner arbeiteten in der Landwirtschaft. Für seine Bemühungen um den Wiederaufbau des in der DDR-Zeit abgewirtschafteten Herrenhauses und Gutshofes erhielt Peter Bröcher, der Chef der Erbengemeinschaft Bahner, im September 2009  den Denkmalschutzpreis des Wartburgkreises.

## Persönlichkeiten

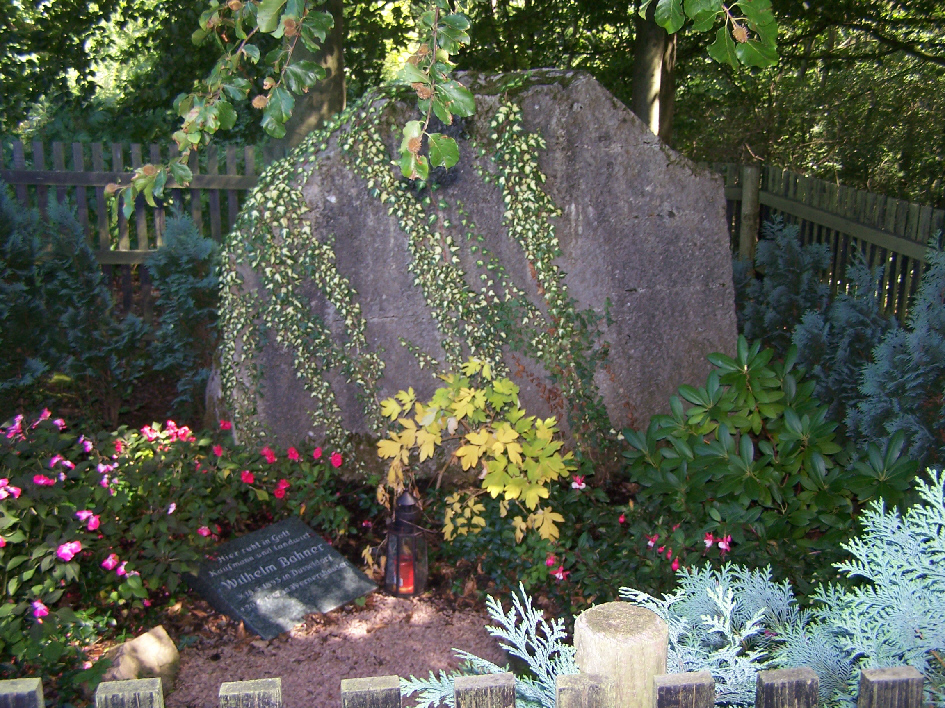
Am Waldrand oberhalb Wernershausen liegt Bahners Grab

- Wilhelm Bahner (1893–1947), Kaufmann und Landwirt, kaufte und sanierte das Gut Wernershausen.

## Sage
- Ludwig Bechstein: Der Elbel[4] (Sage mit Bezug zu Wüstung Wernershausen bei Mihla. In Wernershausen soll auch eine Burg derer von Wangenheim gewesen sein laut Einleitungstext der Sage.)